# Checas de Valencia
La Checa (en ruso Cheká, ЧК — Чрезвычáйная Комиссия, ChK - Chrezvycháinaya Komíssiya, 'Comisión Extraordinaria') fue la primera de las organizaciones de inteligencia política y militar soviética, creada el 20 de diciembre de 1917 por Feliks Dzerzhinski. La checa soviética sucedió a la antigua Ojrana zarista, cuya organización interna emuló. Su cometido era «suprimir y liquidar», con amplísimos poderes y casi sin límite legal alguno, todo acto «contrarrevolucionario» o «desviacionista». Por extensión, se denominaron «checa» a diversas policías políticas secretas que surgieron en otros países con posterioridad.
En la España republicana, también recibieron el nombre de «checas» los locales que durante la Guerra Civil utilizó en la retaguardia el gobierno republicano con ayuda de técnicos rusos, a través del Departamento Especial de Información del Estado (DEDIDE) primero y del Servicio de Información Militar (S.I.M.) creado por Indalecio Prieto en agosto de 1937, después;  así como diferentes partidos políticos y sindicatos del Frente Popular, para detener, saquear, interrogar, torturar, extorsionar y finalmente ejecutar en su caso, en la mayoría de las ocasiones, sin apertura de causa. Desde ellas, y también desde las cárceles, se realizaban las temidas ‘sacas’ en las que los milicianos conducían a los detenidos a la muerte. El S.I.M comenzó dirigido por Manuel Uribarri Barutell, quien pronto huyó desertando en abril de 1938 llevándose consigo una sustanciosa cantidad de dinero y joyas producto de sus requisas y coacciones. En Valencia el S.I.M. fue establecido bajo el mando de Atilano Sierra quien, al incorporarse al frente lo dejó en manos de Loreto Apellániz Garcia que trajo un inmenso descrédito al SIM. Antiguo funcionario de Correos, Apellániz se convirtió en inspector de Policía y después de dirigir la checa de Sorní, pasó a ser el temido jefe del S.I.M. en Valencia, alcanzando tales cotas de detenciones ilegales, abusos, coacciones, saqueos, extorsiones, torturas refinadas y eliminación de víctimas que la práctica veintena de personas que lo componían fueron arrestados y encarcelados en la cárcel de San Miguel de los Reyes, antes incluso de la entrada de los nacionales en Valencia. Acusado de robo, tortura y asesinato. Según Martinez Amutio, Apellániz recibía instrucciones de los jefes de la NKVD Erno Gerö, conocido como "Pedro", y Orlov.
A partir de noviembre de 1936 en que el Gobierno republicano de Francisco Largo Caballero, huyendo de Madrid, estableció su sede en Valencia, 2342 mujeres serían detenidas y encarceladas en la Prisión Provincial de Mujeres de Valencia ubicada el Paseo de la Pechina.
Han sido localizadas, identificadas y clasificadas, entre otras, 4.715 víctimas vecinas de la Comunidad Valenciana asesinadas en los límites geográficos del mismo, entre una población que, según el censo de 1930, era de 1 896 738 habitantes, representando los asesinados con nombre y apellidos el 0,249% de la población. El historiador César Alcalá, eleva este número a 6.188 personas en una relación nominal. El terror se enseñoreó de la ciudad de Valencia. 
La Diputación de Valencia mantiene una base de datos de millares de estas víctimas de la represión republicana en la Comunidad Valenciana, con nombre y apellidos, fecha, lugar y causa de la muerte.

## El contexto de la represión
En Valencia se creó el Comité Ejecutivo Popular, CEP, del que dependía el Departamento de Seguridad o Salud Pública que tenía capacidad para privar de libertad, juzgar y fusilar. Otra institución dependiente era la Comisaría de Orden Público, creada el 24 de julio del 36, bajo las órdenes del capitán de infantería Gonzalo Navacerrada, dedicada a funciones de orden público y control de movimientos de personas y mercancías. Sin control y a sus anchas campaban las milicias de partidos del Frente Popular y sindicatos que posteriormente fueron incorporados a la Guardia Popular Antifascista, más conocida como "La Guapa" por sus siglas GPA, conformada por milicianos integrantes del Comité Ejecutivo Popular, que tenía funciones de policía gubernativa y competencia en funciones de orden público y en delitos político sociales. 
La investigación comenzaba por una simple denuncia ante la Comisaría de Orden Público, por cualquier individuo o miliciano contra cualquier ciudadano sospechoso de ser católico o "de derechas". Amparados por esta denuncia los milicianos allanaban con registros el domicilio del sospechoso que era detenido e interrogado. Bastaba una imagen religiosa en la casa o no ser avalado por ningún partido del Frente Popular para ser interrogado y visitar las checas de Valencia. Estas actuaciones arbitrarias eran el origen de las innumerables detenciones ilegales y el encarcelamiento por odios y oscuras razones, favoreciendo saqueos de haciendas y extorsiones con objeto de disponer de las cuentas bancarias del sospechoso.

## Checas

### Checa del Convento de Santa Úrsula
Estuvo dirigida durante un tiempo por el comisario Juan Cobo; Justiniano Garcia, jefe de escolta del ministro Galarza; el miliciano Alberto Vázquez y sus dos hermanos y otros que procedían de la checa Marqués de Riscal, de Madrid. 
Cuando Bailia se hacía insuficiente para contener al número progresivo de detenidos, aquella famosa Oficina de Información y Enlace, que tenía su sede en la Avenida de Nicolás Salmerón, decidió utilizar un más amplio local donde ir almacenando a sus reclusos.
En el ruinoso convento de Santa Úrsula se instaló una tropa de bandidos para la custodia y tormento de los que por centenares allá eran conducidos, sin otra razón ni otro motivo que ser sospechosos de desafección al Gobierno de Largo Caballero. No solo se perseguía al marcadamente fascista, principal elemento del odio rojo, sino también a republicanos que no simpatizaban con el movimiento marxista, que tenían concepto de los derechos del hombre y repugnancia a los "paseos" que eran la viva manifestación del salvajismo del Frente Popular".

### Checa de la calle Bailia

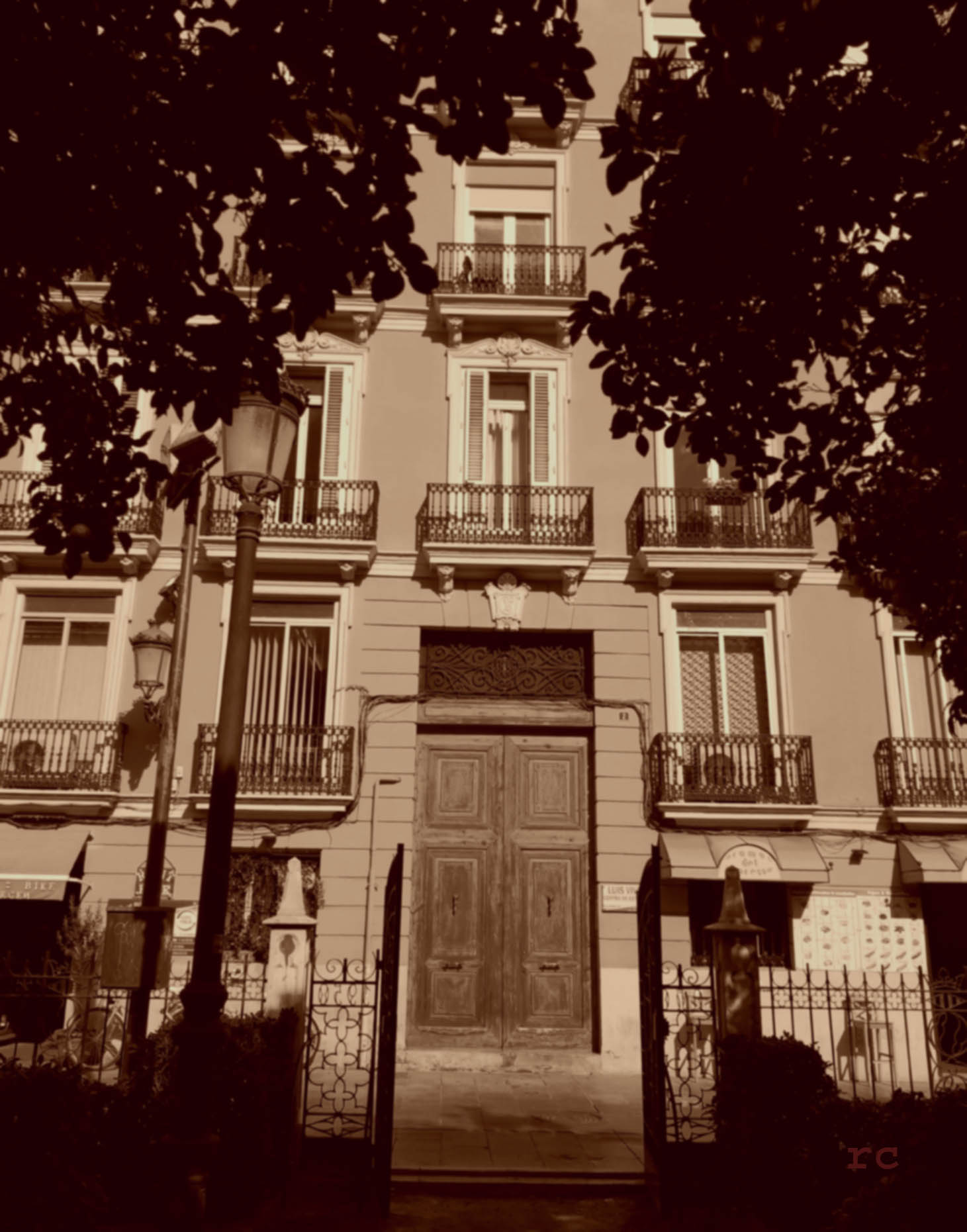
Calle Bailia, 2. Valencia

### Checa de la Plaza del Temple.

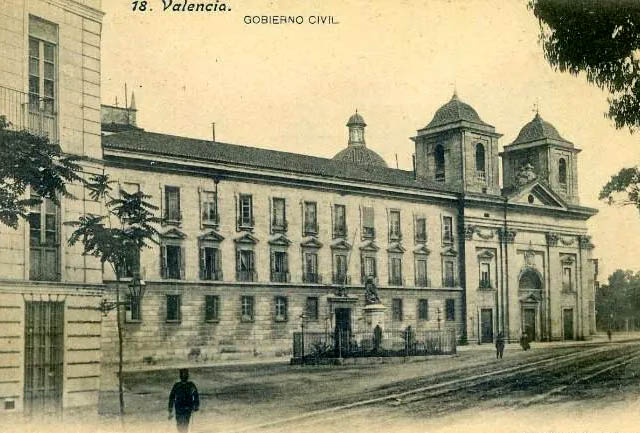
Gobierno Civil. Valencia.

Gobernada por la Jefatura de Policía en el Gobierno Civil, en lo que hoy es la Delegación del Gobierno. Su dirección corrió a cargo del capitán Gonzalo Navacerrada y del afiliado al Partido Comunista Loreto Apellániz García, exfuncionario de Correos que ingresó en el Cuerpo de Seguridad.

### Checa de la calle Sorní.

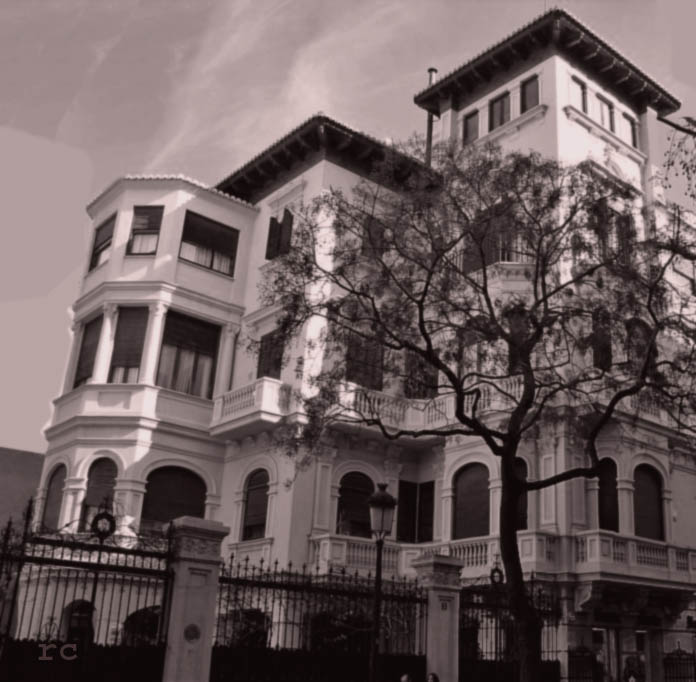
Calle Sorni, 7. Casa de los Corell. Valencia.

Ocupaba el palacete conocido como la Casa Corell, en número 7, de la calle Sorní. En la misma calle Sorní había otras dos checas, en los números 2 y 3.

### Checa de la calle Carniceros.
Denominada Preventorio núm, 1 era dependiente del SIM y estaba localizada en el colegio de los Escolapios. Ubicada en la calle Carniceros(SIM).

### Checa chalet Villa-Rosita.
El Saler (SIM)

### Checa del Grao.
Situada en la Avenida del Puerto, número 249.
Muchos de sus fusilamientos se ejecutaron en el campo de fútbol de "El Corcho".

### Checa de Avenida Marqués de Sotelo.
Situada en los números 7 y 9 de la que entonces se denominaba Avenida Nicolás Salmerón. Estaba interrelacionada con las de Bailia y Santa Úrsula.
Por estas checas también pasaron comunistas acusados de troskistas: 

Quien dirigía nuestros interrogatorios era ruso, pero el personal de guardia del convento era español. Permanecí siete meses en Santa Úrsula y compartí celda con Rudolf Michaelis. Éramos buenos amigos y charlábamos mucho. Además de los anarcosindicalistas había también algunos trotskistas, o al menos de eso les acusaban. En total éramos unas cien personas las encerradas en el convento (Santa Úrsula). Los hombres de la NKVD-GPU que nos interrogaban eran todos judíos rusos. Hablaban yiddish entre ellos, y como este idioma tiene muchas palabras alemanas, podíamos entenderles sin grandes problemas. Tras la guerra civil española muchos de estos rusos fueron encarcelados por haber ido como voluntarios a España o por haber trabajado para la NKVD-GPU. No había lógica alguna en el hecho de ser castigados por lo mismo que habían sido reclutados por Stalin, pero es cierto que allí abajo habían visto y vivido demasiadas cosas.

### Checa del Seminario.

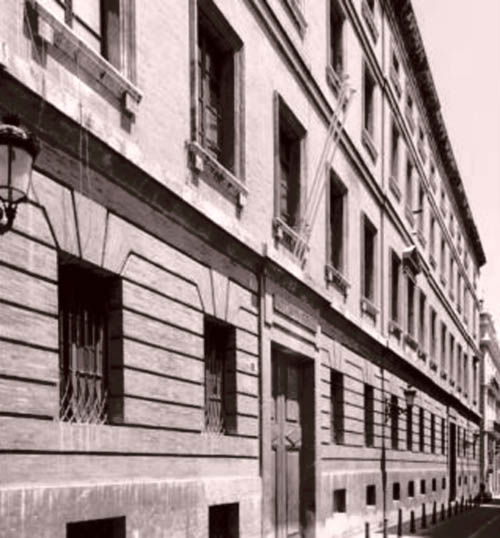
Seminario Conciliar. C/. Trinitarios. Valencia

Situada en la calle Trinitarios y relacionada con la de Plaza del Temple. En esta checa fue torturada Luisa María Frias Cañizares, catedrática de la Facultad de Filosofía y Letras de Valencia. Los milicianos la detuvieron en su domicilio, el 24 de noviembre de 1936, conduciéndola a la Checa del Seminario, donde durante dos semanas fue maltratada y forzada a firmar la entrega de sus ahorros. En la noche de 5 al 6 de diciembre fue arrastrada al Picadero de Paterna donde fue fusilada. Antes de morir la torturaron extrayéndole los ojos y, no consiguiendo que apostatara, le seccionaron la lengua.

### Checa de la Plaza de Tetuán.
Regida por el Partido Comunista. 

### Checa del convento de Santa Ana
Instalada en el colegio Sagrado Corazón de Jesús, en la calle Navellos, albergaba la Dirección General de Seguridad. En 1940 regresaron las Hermanas Carmelitas.  

### Checa del “Cabo de Palos”.
Al más de centenar militares y civiles valencianos prisioneros en sus bodegas, el 17 de agosto de 1936 se añadieron unos 70 paisanos procedente de Pozoblanco, pobres gentes de derechas que más tarde acabarían fusilados en el Picadero de Paterna.  

### Checa del “Rita Sister”.
En 1938, la República lo utilizó como prisión de personas de derechas con objeto de que sirviera como escudo humano ante los bombardeos de la aviación sobre el Puerto de Valencia.